# Chad I Ginsburg

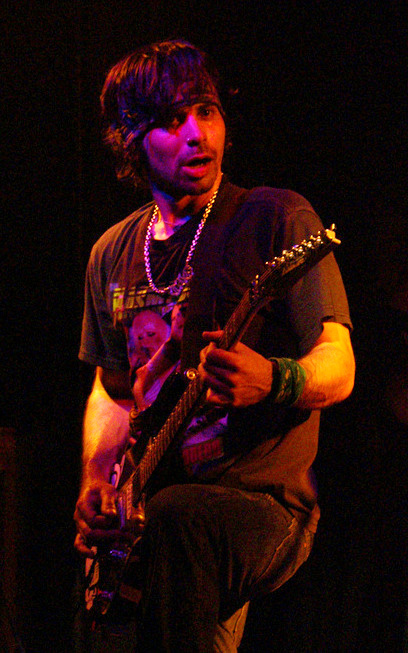
Chad I Ginsburg (2009)

Chad I Ginsburg (* 24. April 1972 in New Hope, Pennsylvania) ist ein US-amerikanischer Musiker und Produzent. Er ist Mitgründer, Gitarrist und seit dem Abgang von Deron Miller auch Sänger der Rockband CKY.

## Laufbahn
Ginsburg gehörte nicht von Anfang an zu CKY, die damals noch unter dem Namen „Foreign Objects“ und später als „Oil“ bekannt waren. Als die Band in das Aufnahmestudio „Groundhog Studios“ ging, um eine Platte aufzunehmen, trafen sie Ginsburg, der dort als Produzent arbeitete.
Der erste Song, welchen er von CKY hörte, war „Disengage the Simulator“. Ihm gefiel das Lied so sehr, dass er beschloss, in die Band einzutreten. Damals spielte Ginsburg noch in einer Band, die sich „Rudy & Blitz“ nannte, die er anschließend aber für CKY verließ. Von dort an spielte er Gitarre für CKY und produzierte die Alben der Band.